# Chitaura
Chitaura är ett släkte av insekter. Chitaura ingår i familjen gräshoppor.
Kladogram enligt Catalogue of Life:
| Chitaura | \| \| Chitaura atrata \| \| \| \| \| \| Chitaura bivittata \| \| \| \| \| \| Chitaura brachyptera \| \| \| \| \| \| Chitaura elegans \| \| \| \| \| \| Chitaura haani \| \| \| \| \| \| Chitaura indica \| \| \| \| \| \| Chitaura lucida \| \| \| \| \| \| Chitaura maculata \| \| \| \| \| \| Chitaura mengkoka \| \| \| \| \| \| Chitaura mirabilis \| \| \| \| \| \| Chitaura moluccensis \| \| \| \| \| \| Chitaura ochracea \| \| \| \| \| \| Chitaura poecila \| \| \| \| \| \| Chitaura samanga \| \| \| \| \| \| Chitaura striata \| \| \| \| \| \| Chitaura vidua \| \| \| \| |
|          | \| \| Chitaura atrata \| \| \| \| \| \| Chitaura bivittata \| \| \| \| \| \| Chitaura brachyptera \| \| \| \| \| \| Chitaura elegans \| \| \| \| \| \| Chitaura haani \| \| \| \| \| \| Chitaura indica \| \| \| \| \| \| Chitaura lucida \| \| \| \| \| \| Chitaura maculata \| \| \| \| \| \| Chitaura mengkoka \| \| \| \| \| \| Chitaura mirabilis \| \| \| \| \| \| Chitaura moluccensis \| \| \| \| \| \| Chitaura ochracea \| \| \| \| \| \| Chitaura poecila \| \| \| \| \| \| Chitaura samanga \| \| \| \| \| \| Chitaura striata \| \| \| \| \| \| Chitaura vidua \| \| \| \| |
|          | Chitaura atrata |
|          | |
|          | Chitaura bivittata |
|          | |
|          | Chitaura brachyptera |
|          | |
|          | Chitaura elegans |
|          | |
|          | Chitaura haani |
|          | |
|          | Chitaura indica |
|          | |
|          | Chitaura lucida |
|          | |
|          | Chitaura maculata |
|          | |
|          | Chitaura mengkoka |
|          | |
|          | Chitaura mirabilis |
|          | |
|          | Chitaura moluccensis |
|          | |
|          | Chitaura ochracea |
|          | |
|          | Chitaura poecila |
|          | |
|          | Chitaura samanga |
|          | |
|          | Chitaura striata |
|          | |
|          | Chitaura vidua |
|          | |